# Ancestors: The Humankind Odyssey
Ancestors: The Humankind Odyssey è un videogioco di sopravvivenza con visuale in terza persona sviluppato da Panache Digital Games e pubblicato da Private Division. È stato pubblicato per Microsoft Windows il 27 agosto 2019 e successivamente anche per PlayStation 4 e Xbox One il 6 dicembre dello stesso anno. Nel gioco, i giocatori controllano un clan di scimmie primordiali, le quali hanno lo scopo di sopravvivere in un'Africa preistorica ed evolversi in un periodo di 10 milioni di anni.

## Modalità di gioco
Nel gioco, i giocatori hanno il pieno controllo di un membro di un clan delle scimmie, anche se ovviamente dovranno anche gestirne la condizione di salute mangiando, bevendo e dormendo, ma soprattutto evitando i pericoli circostanti. Il gioco inizia in una giungla africana di 10 milioni di anni fa, un open world pieno di pericoli come condizioni ambientali avverse, piante velenose e animali selvatici (felini dai denti a sciabola, cinghiali selvatici, iene selvatiche, pitoni di Seba, bufali neri e lontre africane del miocene). Le scimmie possono inoltre arrampicarsi sugli alberi per sfuggire dalle minacce della giungla, ma se cadranno da un'altezza molto elevata si romperanno le ossa, rischiando anche di morire sul colpo.
Man mano che il giocatore avanza, verranno scoperte nuove aree ignote da esplorare. Quando la scimmia esplora nuovi luoghi o viene attaccata dai predatori, entrerà in uno stato di paura che potrà essere sconfitta trovando una sfera di luce. Per cogliere opportunità e pericoli presenti nel mondo, le scimmie possono utilizzare i loro sensi: possono infatti usare l'udito per ascoltare i vari suoni, come quello di un predatore, la vista per localizzare un membro del clan disperso oppure risorse utili alla sopravvivenza, e l'olfatto per individuare animali e oggetti commestibili.
Grazie alla sua intelligenza, il primate può memorizzare le posizioni di diversi elementi d'interesse e fare nuove scoperte come identificare nuovi cibi e creare strumenti. Sbloccando nuove abilità, i primati diventeranno sempre più intelligenti e capaci: ad esempio, potranno usare le foglie per produrre lettiere e piante medicinali per medicarsi da eventuali ferite, o creare armi dalle rocce o da bastoncini appuntiti. Se il primate controllato dal giocatore muore, il giocatore passerà in automatico al controllo di un altro membro del clan. Se tutti i membri del clan muoiono, la specie si estinguerà e i giocatori dovranno riavviare il gioco, dando vita ad una nuova progenie.
L'obiettivo del giocatore è quello di far sopravvivere il proprio clan primate in un ambiente ostile, mentre si evolverà lentamente diventando la specie dominante. Man mano che il clan cresce, il giocatore potrà passare al controllo di altri personaggi, tra cui un bambino, un adulto, un anziano oppure una madre che trasporta con sé la sua prole. Con l'avanzare degli anni, il clan si espanderà fino al punto in cui il giocatore potrà svolgere attività sociali con esso, tra cui anche cacciare in gruppo. Mentre la scimmia sta dormendo, è possibile sbloccare delle nuove abilità tramite il sistema nervoso del primate, atte a facilitare l'evoluzione della progenie, come ad esempio la possibilità di utilizzare entrambe le mani oppure la capacità di stare in piedi. Dopo che i primati si accoppiano tra loro, le abilità sbloccate in precedenza verranno trasmesse alle generazioni future. La durata totale del videogioco si aggira dalle 40 alle 50 ore ma varia a seconda dell'abilità del giocatore.

## Sviluppo

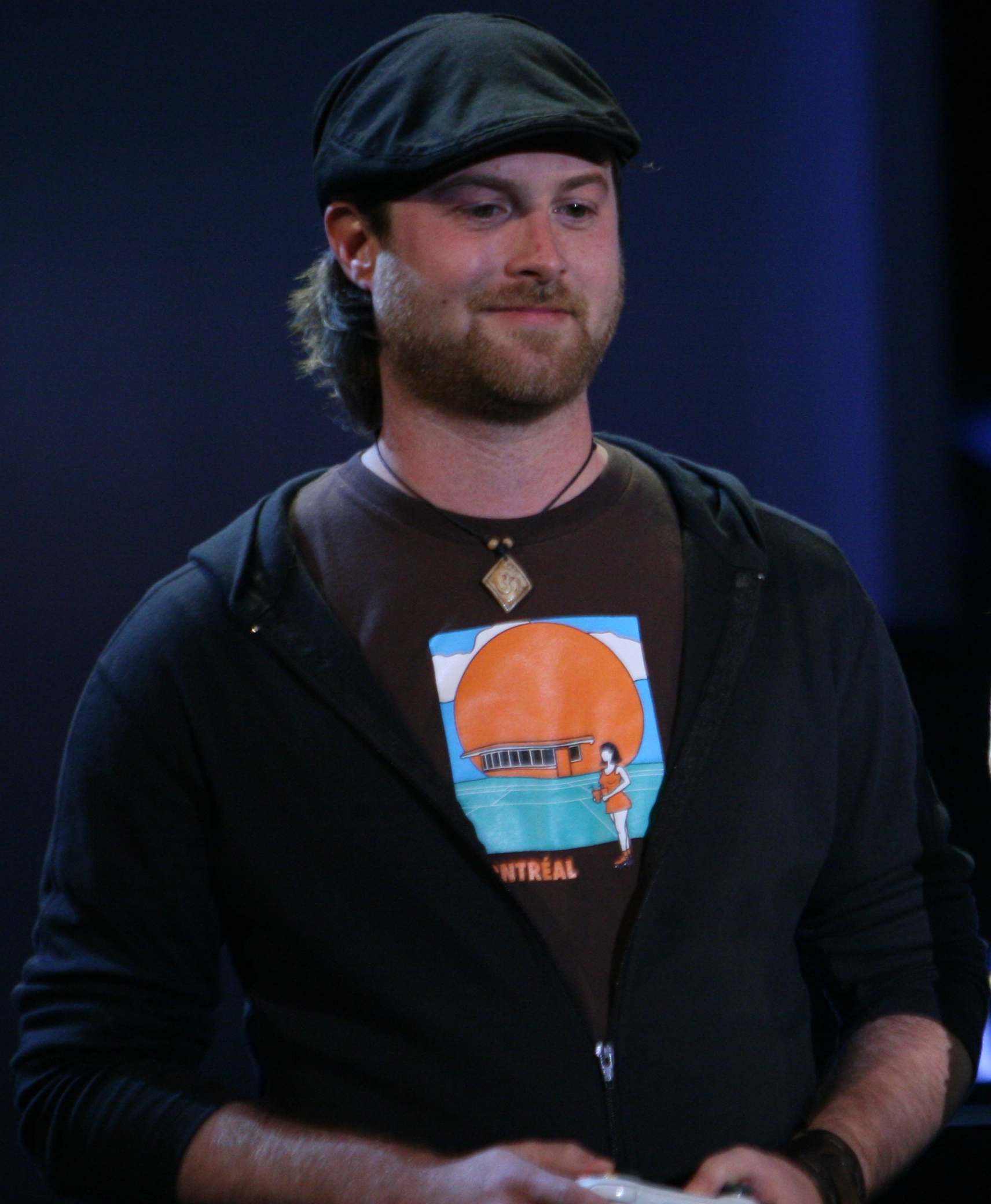
Ancestors è il primo gioco di Patrice Désilets dall'uscita di Assassin's Creed: Brotherhood (2010)

Il videogioco è stato sviluppato da Panache Digital Games, uno studio aperto nel 2014 da Patrice Désilets, dopo aver lasciato Ubisoft. Il team di sviluppo ha deciso di creare un'ambientazione nella preistoria, senza quindi avere il bisogno di realizzare delle città grandi da esplorare. Désilets, annoiato da tutte le ambientazioni realizzate nel 10.000 a.C., ha preferito scegliere di creare il gioco ambientandolo dieci milioni di anni nel passato. Per studiare meglio l'ambiente, Désilets ha letto molti libri sulla paleoantropologia, sebbene nel gioco alcuni elementi siano stati volontariamente esagerati. Panache Digital Games ha evitato di trarre ispirazioni da film o altri mezzi di cultura popolare per garantire che il prodotto fosse unico ed originale.
Désilets ha progettato il gioco per permettere ai giocatori di vivere un'esperienza cruda, nell'esplorare e nel sopravvivere in un ambiente fresco e ancora privo dell'impronta dell'uomo. Non avendo il gioco una campagna narrativa particolarmente strutturata, Désilets spera che i giocatori siano in grado di creare le proprie esperienze personali. Il team di sviluppo ha deciso di non inserire una mini mappa, per invogliare i videogiocatori ad avere la curiosità di esplorare liberamente il mondo di gioco. Désilets ha immaginato questo videogioco, la prima parte di una trilogia che vedrà le gesta dei nostri antenati, la prima parte si concluderà quando il personaggio del giocatore raggiungerà una fase evolutiva simile a quella di Lucy.
Il gioco è stato annunciato per la prima volta al Reboot Develop 2015 a Dubrovnik, in Croazia. Inizialmente il gioco era stato pensato ad episodi, in cui consentiva ai giocatori di rivivere capitolo dopo capitolo, i momenti più grandi dell'umanità con un tocco documentaristico. Tuttavia, il piano è andato in fumo dopo che Private Division, una emergente etichetta editoriale dedicata al supporto di sviluppatori indipendenti, ha accettato di pubblicare il videogioco.
Il gioco è stato distribuito per Microsoft Windows il 27 agosto 2019 tramite l'Epic Store, previo accordo di esclusiva dalla durata di un anno, mentre su Steam è stato pubblicato il 27 agosto 2020. Le versioni console (PlayStation 4 e Xbox One) sono state pubblicate il 6 dicembre 2019.

## Accoglienza
| Testata                            | Versione | Giudizio |
| ---------------------------------- | -------- | -------- |
| Metacritic (media al 31-01-2020)   | PC       | 64/100   |
| GameRankings (media al 31-01-2020) | PC       | 64.45%   |
| Multiplayer.it                     | PC       | 7.8/10   |
| IGN                                | Tutte    | 7.5/10   |
| PC Gamer                           | PC       | 58/100   |
| Destructoid                        | PS4      | 7/10     |
| GamesRadar+                        | Tutte    | [ 32 ]   |

### Critica
Sul sito web Metacritic, stando alle recensioni aggregate nel sito, Ancestors: The Humankind Odyssey detiene un voto di 64/100 basato su 70 recensioni, mentre sul sito GameRankings ha ottenuto un punteggio di 64.45% su 100 basandosi su 32 critici. Il gioco ha riscosso un discreto successo nel pubblico, rientrando nei costi di produzione ancor prima della sua pubblicazione su console.

### Riconoscimenti
Ancestors: The Humankind Odyssey è stato nominato come "Miglior direzione artistica e periodo storico" e "Miglior videogioco di simulazione" agli NAVGTR Awards, è stato candidato anche come "Miglior videogioco indie" agli Pégases Awards 2020.